# Pourquoi Orwell importe
Pourquoi Orwell importe, aussi sorti au Royaume-Uni sous le titre La Victoire d'Orwell, est un essai bibliographique de Christopher Hitchens publié en 2002. 
Au cours de cet ouvrage, l'auteur relate les pensées de George Orwell sur l'empire britannique, la gauche et la droite britannique, les États-Unis d'Amérique, les femmes et le féminisme... et son travail controversé au sein du Bureau des Affaires étrangères et du Commonwealth. 